# Petrecerea la Piscină (H2O)
Petrecerea la Piscină este al doilea episod din serialul australian H2O - Adaugă apă.